# Pseudotropheus fuscus
Pseudotropheus fuscus är en fiskart som beskrevs av Trewavas, 1935. Pseudotropheus fuscus ingår i släktet Pseudotropheus och familjen Cichlidae. IUCN kategoriserar arten globalt som otillräckligt studerad. Inga underarter finns listade i Catalogue of Life.